# Woodson (Teksas)
Woodson – miasto w Stanach Zjednoczonych, w stanie Teksas, w hrabstwie Throckmorton.